# Oropetium roxburghianum
Oropetium roxburghianum là một loài thực vật có hoa trong họ Hòa thảo. Loài này được (Schult.) S.M.Phillips mô tả khoa học đầu tiên năm 1975.